# 데얀 아치모비치
데얀 아치모비치(크로아티아어: Dejan Aćimović, 1963년 5월 20일 ~ )는 크로아티아의 영화 감독, 배우, 텔레비전 배우이다. 보스니아 헤르체고비나 차플리나에서 태어났다.

## 영화
- 더 콘스티튜션 (2016년)
- 더 킹 (2012년)
- 저스트 비트윈 어스 (2010년)
- 세인트 조지 슈츠 더 드래곤 (2009년)
- 발칸칸 (2005년)
- 그르바비차 (2005년)
- 신기루 (2004년)
- 라디오 웨스트 (2003년)
- 피스메이커 (1997년)